# OS X Yosemite
OS X Yosemite (version 10.10) est la onzième version majeure du système d'exploitation OS X, utilisé par les Macintosh d'Apple. OS X Yosemite a été annoncé officiellement le 2 juin 2014 lors de la WWDC 2014. Son lancement est effectué le 16 octobre 2014 en téléchargement gratuit.
Après l'abandon de noms de félins et l'utilisation de noms de lieux depuis OS X 10.9 avec le nom du spot de surf de Mavericks, 10.10 prend le nom du parc national de Yosemite.
Apple proposa l'OS X Beta Program afin de profiter des nouvelles fonctionnalités d'OS X Yosemite. Apple délivra la préversion au premier million d'utilisateurs inscrits à ce programme. Le programme OS X Beta a proposé six versions destinées aux personnes non-développeurs, qui ont décidé de le rejoindre. Ces versions sont appelées par leur terme anglophone « Public Beta ».
Elles sont proposées au téléchargement pour tout Mac pouvant utiliser OS X 10.9 à l'aide d'un code à utiliser sur le Mac App Store. Aujourd'hui, Apple propose au grand public de découvrir ses futures mises à jour en avant-première grâce au programme Apple Seed. Les participants au programme ont alors un accès aux dernières innovations logicielles d'Apple par iCloud via le Mac App Store.

## Prérequis système
Cette version d'OS X peut être installée sur les Mac pouvant utiliser OS X 10.9 :
- iMac (mi-2007 ou plus récent) ;
- MacBook (13 pouces aluminium, fin 2008), (13 pouces, début 2009 ou plus récent) ;
- MacBook Pro (13 pouces, mi-2009 ou plus récent), (15 pouces, mi-2007, ou plus récent), (17 pouces, fin 2007 ou plus récent) ;
- MacBook Pro Retina (tous les modèles) ;
- MacBook Air (fin 2008 ou plus récent) ;
- Mac Mini (début 2009 ou plus récent) ;
- Mac Pro (début 2008 ou plus récent) ;
- Xserve (début 2009).

## Nouveautés

### Fond d'écran par défaut
Le fond d'écran par défaut est une image du Half Dome.

### Design
Yosemite a introduit une refonte majeure de l'interface utilisateur d'OS X, mettant l'accent sur un design graphique épuré plutôt que sur le skeuomorphisme, suivant l'esthétique introduite avec iOS 7 et certaines applications d'OS X Mavericks. Il s'agit de la première refonte majeure de l'interface utilisateur d'OS X depuis la version 10.5 Leopard. Les autres changements incluent des polices plus fines et des effets de transparence floutée. Certaines icônes ont été modifiées pour correspondre à celles d'iOS 7 et iOS 8. Yosemite conserve la métaphore du bureau d'OS X.
Les autres modifications de design comprennent de nouvelles icônes, des jeux de couleurs claires et sombres, et le remplacement de Lucida Grande par Helvetica Neue comme police système par défaut. Yosemite est la seule version de macOS à utiliser Helvetica Neue comme police par défaut, puisque dans El Capitan elle a été à nouveau changée, cette fois pour la police San Francisco, nouvellement conçue par Apple. Dans Yosemite, le Dock est une bande rectangulaire translucide en 2D au lieu d'une étagère de verre skeuomorphique, rappelant le design du Dock utilisé dans les premières versions d'OS X jusqu'à Tiger et dans iOS depuis iOS 7. Un mode sombre est également présent.

### Continuité
Beaucoup des nouvelles fonctionnalités de Yosemite s'articulent autour du thème de la « continuité », renforçant son intégration avec d'autres plateformes et services Apple tels qu'iOS et iCloud. La fonctionnalité Handoff permet au système d'exploitation de s'intégrer avec les appareils iOS 8 via Bluetooth LE et Wi-Fi ; les utilisateurs peuvent passer et recevoir des appels téléphoniques en utilisant leur iPhone comme relais, envoyer et recevoir des messages texte, activer des points d'accès personnels, ou charger directement dans leur équivalent de bureau des éléments sur lesquels ils travaillent dans une application mobile (comme des brouillons de Mail ou des feuilles de calcul Numbers).

### Centre de notifications
Le centre de notifications a une vue « Aujourd'hui », similaire à celle d'iOS. La vue « Aujourd'hui » peut afficher des informations et mises à jour de différentes sources, ainsi que des widgets. Les widgets dans la vue « Aujourd'hui » sont similaires à ceux d'iOS 8.

### Photos
Depuis OS X 10.10.3, Photos remplace iPhoto et Aperture. L'application utilise la bibliothèque photo iCloud pour synchroniser les photos de l'utilisateur sur tous ses appareils.

### Autres
- Nouvelle présentation de Spotlight. Il permet d'étendre la recherche aux applications et à Internet.
- Nouvelle version de Safari : barre d’outils simplifiée, barre de recherche enrichie, nouvelle présentation des onglets, performances améliorées (WebGL, HTML5).
- Mail : nouvel outil d’annotation des pièces jointes, limite de la taille des pièces jointes relevée à 5 Go grâce à une synchronisation avec iCloud, performances améliorées. Meilleure gestion des comptes (bêta 10.10.1).
- iCloud Drive : enregistrer n'importe quel type de fichier et le retrouver sur tous les appareils synchronisés avec iCloud.
- Mise en compatibilité d’AirDrop entre OS X et iOS.
- Instant Hotspot : se connecter à internet après l'appairage du Mac et de l'iPhone.
- Mise à jour graphique majeure du Mac App Store en flat design (bêta 10.10.1).
- Amélioration des performances Wi-Fi (bêta 10.10.1).
- Possibilité d'annoter une image insérée dans un courrier (avec du texte, une loupe…) avec l'extension Markup.

## Respect de la vie privée
Contrairement à ses prédécesseurs, Yosemite ne garantit a priori pas la vie privée de ses utilisateurs, et de nombreuses données personnelles sont envoyées aux serveurs d'Apple,.